# Liste d'élections en 1832
Chronologie des élections
- 1828
- 1829
- 1830
- 1831
- 1832
- 1833
- 1834
- 1835
- 1836

Cet article recense les élections organisées durant l'année 1832.

Au début des années 1830, le Royaume-Uni, les États-Unis, la France, la Norvège et la Belgique procèdent à des élections nationales régulières, toutes au suffrage censitaire masculin.

## Élections nationales en 1832
| Date                             | État        | Élection ou référendum                    | Contexte | Résultat |
| -------------------------------- | ----------- | ----------------------------------------- | -------- | --- |
| 9 mars                           | Colombie    | Présidentielle (en)                       |          | Cette section est vide, insuffisamment détaillée ou incomplète. Votre aide est la bienvenue ! Comment faire ? |
| 2 novembre - 5 décembre          | États-Unis  | Présidentielle                            |          | Le président Andrew Jackson (Parti démocrate) est réélu avec 76,6 % des voix des grands électeurs (et 54,2 % des suffrages populaires), face à trois autres candidats dont notamment Henry Clay (Parti national-républicain : 17,1 % des grands électeurs et 37,4 % des suffrages populaires). |
| juin - 20 novembre               | Norvège     | Législatives (en)                         |          | En l'absence d'organisation formelle en partis politiques, tous les élus siègent sans étiquette. |
| 8 décembre 1832 - 8 janvier 1833 | Royaume-Uni | Générales                                 |          | Voir l'article : Liste d'élections en 1833. |
| 2 juillet 1832 - 7 octobre 1833  | États-Unis  | Législatives (chambre (en) et sénat (en)) |          | Voir l'article : Liste d'élections en 1833. |

## Élections en subdivisions nationales en 1832
Cette section concerne les élections législatives dans un État fédéré, une subdivision territoriale ou une colonie d'un État souverain, ainsi que leurs principaux référendums.
| Date | Subdivision     | État                     | Élection ou référendum | Contexte                                                                 | Résultat |
| ---- | --------------- | ------------------------ | ---------------------- | ------------------------------------------------------------------------ | --- |
| 1832 | Terre-Neuve     | Empire britannique       | Générales (en)         | 1re mandature                                                            | Cette section est vide, insuffisamment détaillée ou incomplète. Votre aide est la bienvenue ! Comment faire ? |
| 1832 | Saxe-Altenbourg | Confédération germanique | Législatives           | Premières élections après l'adoption de la nouvelle constitution de 1831 | Cette section est vide, insuffisamment détaillée ou incomplète. Votre aide est la bienvenue ! Comment faire ? |
| mars | Nassau          | Confédération germanique | Législatives (de)      |                                                                          | Cette section est vide, insuffisamment détaillée ou incomplète. Votre aide est la bienvenue ! Comment faire ? |